# Earthly Messenger
Earthly Messenger (« Messager terrestre ») est un ensemble en bronze représentant l'auteur-chanteur-compositeur britannique David Bowie dans plusieurs de ses personnages de scène. Il a été dévoilé en 2018 à Aylesbury en Angleterre.

## Description
La statue, œuvre du sculpteur Andrew Sinclair, a été installée et dévoilée le 25 mars 2018 sur Market Square à Aylesbury, la ville du Buckingamshire où David Bowie a mis en scène pour la première fois son  personnage de Ziggy Stardust.
Elle est composée de plusieurs représentations de Bowie à échelle réelle : Ziggy au premier plan, Bowie en civil en 2002 sur la droite du groupe, plusieurs autres persona de l'artiste à gauche.
Des haut-parleurs diffusent chaque heure une chanson de Bowie.
L'œuvre a été financée par des subventions et  grâce à un financement participatif de 100 000 £,.

## Réception critique
L'accueil par la critique a été contrasté. Le magazine d'art en ligne Artlyst la décrit comme hideuse, peu ressemblante et ne rendant pas hommage à l'amateur de beaux-arts qu'était Bowie. En France Télérama la qualifie de « digne du musée des horreurs ».

## Vandalisme
La statue a été vandalisée moins de 48 heures après son dévoilement, par une inscription de graffitis (« Nourrissez d'abord les sans-abri », « RIP DB »).
En octobre 2018, elle a été dégradée une seconde fois, badigeonnée à la peinture bleue.